# Tibthorpe
Tibthorpe är en ort och civil parish i Storbritannien.   Den ligger i kommunen East Riding of Yorkshire och riksdelen England, i den centrala delen av landet, 280 km norr om huvudstaden London. Tibthorpe ligger 61 meter över havet och antalet invånare är 157.
Terrängen runt Tibthorpe är platt. Runt Tibthorpe är det ganska tätbefolkat, med 139 invånare per kvadratkilometer. Närmaste större samhälle är Beverley, 17,3 km söder om Tibthorpe. Trakten runt Tibthorpe består till största delen av jordbruksmark.